# Vernoil-le-Fourrier
Vernoil-le-Fourrier település Franciaországban, Maine-et-Loire megyében. Lakosainak száma 1330 fő (2022. január 1.). Vernoil-le-Fourrier La Breille-les-Pins, Courléon, Vernantes és Noyant-Villages községekkel határos.

## Népesség
A település népessége az elmúlt években az alábbi módon változott:
| Lakosok száma | 1378 | 1368 | 1296 | 1230 | 1256 | 1271 | 1266 | 1270 | 1278 | 1330 |
|               | 1968 | 1982 | 1990 | 2006 | 2013 | 2015 | 2017 | 2019 | 2020 | 2022 |